# Limenitis diadochus
Limenitis diadochus är en fjärilsart som beskrevs av Frhustorfer 1915. Limenitis diadochus ingår i släktet Limenitis och familjen praktfjärilar. Inga underarter finns listade i Catalogue of Life.